# Claudio Galderisi
Claudio Galderisi (Velletri, 5 ottobre 1957) è un filologo italiano naturalizzato francese, studioso di letteratura francese medievale.

## Biografia
Si è laureato alla Sapienza - Università di Roma. Professore ordinario dal 2001, insegna all'Università di Poitiers, dove è stato direttore del Centre d'études supérieures de civilisation médiévale e direttore scientifico per le Relazioni internazionali del Centre national de la recherche scientifique (2008-2010). È recteur délégué pour l'enseignement supérieur, la recherche et l'innovation della regione accademica Nuova Aquitania a partire da febbraio 2020 ed è chevalier de la légion d'honneur dal luglio 2021.
Si è occupato di diversi aspetti della letteratura medievale francese, tra i quali l'opera poetica di Charles d'Orléans, la Vie des Peres e le traduzioni medievali in francese.

## Pubblicazioni
- Il Piacevol Ragionamento de l'Aretino. Dialogo di Giulia e di Madalena, Roma, Salerno Editrice, 1987.
- Le Lexique de Charles d'Orléans dans les Rondeaux, Genève, Droz, 1993.
- Charles d'Orléans: «Plus dire que penser», Bari, Adriatica Editrice, 1994
- Une poétique des enfances. Fonctions de l'incongru dans la littérature française médiévale, Orléans, Paradigme, 2000.
- Diegesis. Études sur la poétique des motifs narratifs au Moyen Âge, Turnhout, Brepols, 2005
- «En regardant vers le païs de France». Charles d'Orléans : une poésie des présents, Orléans, Paradigme, 2006
- Translations médiévales. Cinq siècles de traductions en français au Moyen Âge (XIe-XVe siècles). Étude et répertoire, Turnhout, Brepols, 2 vol. 2011, vol. 1, 616 p., vol. 2, t. I, 708 p., t. II, 846 p.